# Rodinia
Rodinia – superkontynent istniejący na Ziemi pod koniec eonu proterozoicznego. Rodinia otoczona była wszechoceanem Mirowia.

## Nazwa
Nazwa "Rodinia" pochodzi z języka rosyjskiego, gdzie родина oznacza "ojczyzna", "kraj rodzinny". Podobnie termin "Mirowia" pochodzi od rosyjskiego мировой ("światowy").

## Powstanie i rozpad
Rodinia uformowała się pod koniec mezoproterozoiku, około 1,3 – 0,9 mld lat temu i przetrwała przez około 150 milionów lat. Jej dokładne rozmiary i położenie są przedmiotem badań i trwających dyskusji w środowisku naukowym, ale generalnie uważa się, że w skład Rodinii wchodziły wszystkie istniejące wówczas masy lądowe. Kraton północnoamerykański (Laurencja)  stanowił centrum tego superkontynentu.
Około 825 milionów lat temu rozpoczął się stopniowy rozpad Rodinii. Ryft, który rozdzielił północną i południową część superkontynentu, z czasem przerodził się w nowy ocean – Panthalassa. Laurencja przemieściła się na południe, ląd Gondwany (połączone Australia, Antarktyda i Indie) odsunął się na północ, a pomiędzy nimi znalazł się kraton Konga (obszar środkowo-zachodniej Afryki). Kontynenty te przypuszczalnie przejściowo połączyły się ponownie, tworząc superkontynent Pannocja.
Superkontynent Rodinia utworzył się i rozpadł w ramach cyklu superkontynentalnego. Najprawdopodobniej paleokontynenty, z których uformowała się Rodinia, kilkaset milionów lat wcześniej były połączone w innej konfiguracji, tworząc superkontynent Kolumbia. Około 400 milionów lat po rozpadzie Rodinii dryf kontynentów sprawił, że połączyły się one ponownie, tworząc superkontynent Pangea.

## Klimat
W kriogenie, okresie w którym Rodinia uległa rozpadowi, miały miejsce zlodowacenia o bardzo dużym zasięgu, przypuszczalnie globalnym (tzw. Ziemia-śnieżka). Superkontynent znajdował się wówczas w pobliżu równika, a oba bieguny pokrywał ocean. Takie ustawienie miało wpływ na wzrost albedo planety i wzrost tempa wietrzenia, co doprowadziło do spadku zawartości dwutlenku węgla w atmosferze i znacznego ochłodzenia klimatu. Zlodowacenia zakończyły się, dopiero gdy aktywność wulkaniczna wprowadziła do atmosfery wystarczające ilości gazów cieplarnianych.